# Marcas de ayer (canción)
«Marcas de ayer» es una canción de la cantante peruano-brasilera Adriana Mezzadri, incluida en el álbum del mismo nombre, Marcas de Ayer (álbum). Este fue el tema principal de la célebre telenovela brasilera El Clon, sin embargo fue interpretada en castellano.
Marcas de ayer, sin duda su canción más exitosa, tiene un sonido profundo, abstracto y de cierta manera psicológico, expresa la sensación que experimenta un ser clonado al encontrar algo de su vida pasada, o también puede referirse al Déjà vu.

## Canción
Siento que te conozco hace tiempo,

de otro milenio, de otro cielo.

Dime si me recuerdas aun,

solo con tocar tus manos

puedo revelarte mi alma.

Dime si reconoces mi voz...

Siento que me desnudas la mente

Cuando me besas en la frente

Dime si traigo marcas de ayer

Sólo con tocar tus manos

Puedo revelarte mi alma

Dime si reconoces mi voz

Siento que te conozco

Siento que me recuerdas

Dime si reconoces mi voz...